# Stephanie von Bismarck-Schönhausen
Stephanie Anna Charlotte von Bismarck-Schönhausen, née le 24 novembre 1976 à Munich, est une militante, entrepreneure et autrice allemande.

## Biographie

### Formation
Stephanie von Bismarck naît à Munich, elle est fille unique d'une architecte d'intérieur suédoise d'origine partiellement néerlandaise et allemande. Elle est l’arrière-arrière-petite-fille d’Otto von Bismarck et de Herbert von Bismarck. Elle est également une descendante de Robert Whitehead par son grand-père, Alexander Hoyos.
Elle obtient un diplôme en ingénierie textile d’une académie privée à Nagold, et travaille pour plusieurs entreprises textiles à Cologne, Düsseldorf et Paris pendant ses études.

### Carrière d'activiste
De 2009 à 2013, elle occupe le poste de présidente de Innocence en Danger (de)  qui lutte contre les abus sur les enfants, protège les droits des enfants sur Internet et œuvre pour restreindre la diffusion de la pornographie enfantine,.

### Vie personnelle
Le 12 février 2000, elle épouse Karl-Theodor zu Guttenberg, qu’elle rencontre lors de la Love Parade à Berlin en 1995. Ils ont deux filles, nées en 2001 et 2002. En septembre 2023, il est révélé qu’elle et son mari sont séparés depuis l’hiver 2022–2023.